# Gebietsreform in Thüringen
Mit der Gebietsreform in Thüringen werden freiwillige Zusammenschlüsse auf Gemeindeebene seit dem Jahr 2018 beschrieben.
Ursprünglich handelte es sich um ein Regierungsvorhaben der von Bodo Ramelow geführten rot-rot-grünen Landesregierung, das die Thüringer Verwaltungs-, Landkreis- und Gemeindestrukturen vergrößern sollte, um aus Sicht der Regierung dem demografischen Wandel entgegenzuwirken. Am 30. November 2017 teilte die Landesregierung mit, dass es eine von oben angeordnete Gemeinde- und Kreisgebietsreform nicht geben werde. Die Reform wurde aufgrund der durch Vergrößerungen von Gebietskörperschaften abnehmenden Bürgernähe kritisiert. Tatsächlich umgesetzt werden seit 2018 nur freiwillige Zusammenschlüsse auf Gemeindeebene sowie die 2021 erfolgte freiwillige Eingliederung der kreisfreien Stadt Eisenach in den Wartburgkreis.

## Vorgeschichte

### Legislaturperiode 2009–2014

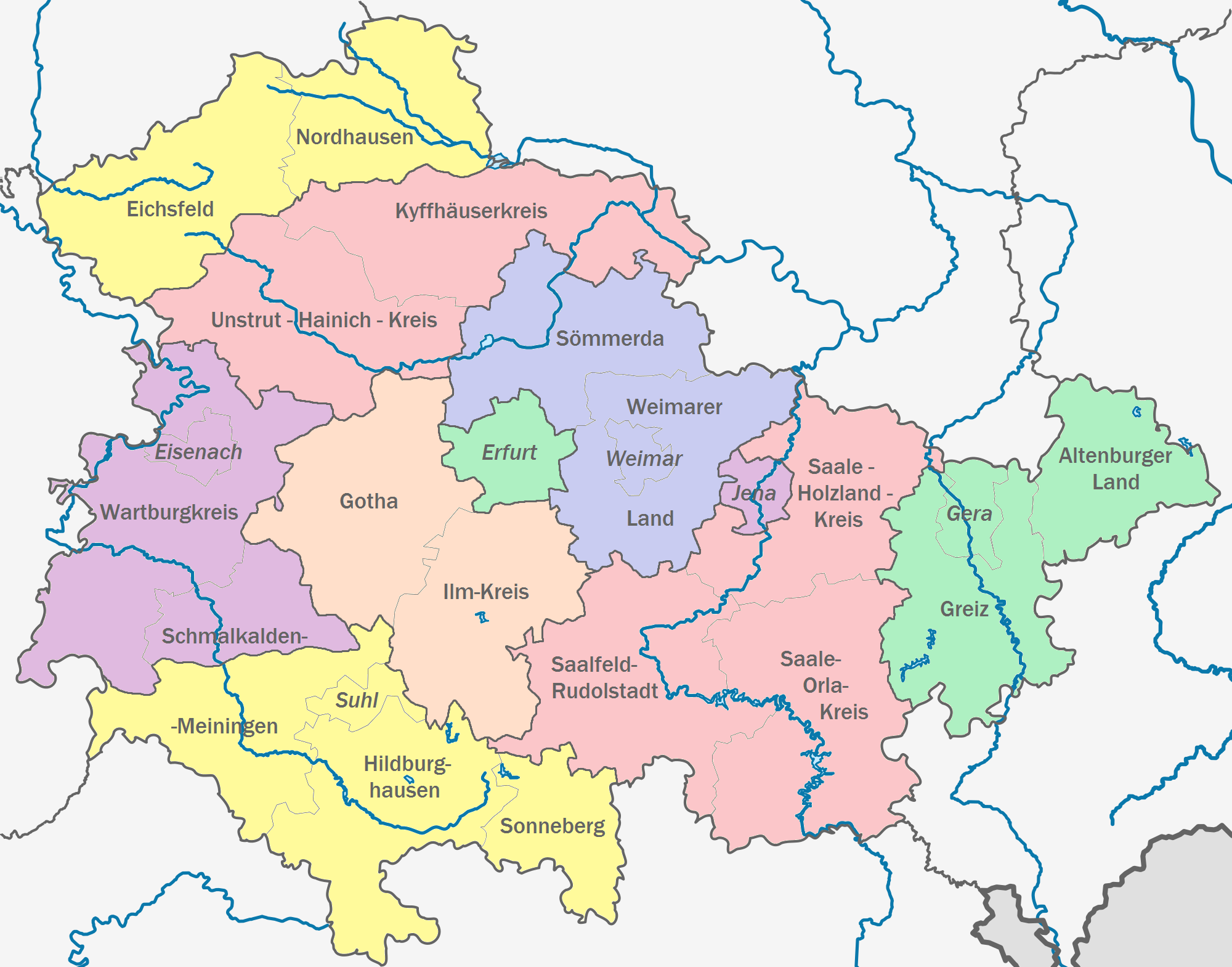
Vorschlag zur Kreisgebietsreform der von der Regierung beauftragten Expertenkommission

Bereits zu Zeiten der schwarz-roten Koalition nach der Landtagswahl in Thüringen 2009 sprachen sich mehrere Parteien für eine erneute Gebietsreform aus, wobei die CDU dem ablehnend gegenüberstand. Es wurde eine Expertenkommission gebildet, um eine Funktional- und Gebietsreform zu prüfen und Reformvorschläge zu unterbreiten. Die Ergebnisse wurden mit dem Bericht der Expertenkommission Funktional- und Gebietsreform am 17. Januar 2013 vorgestellt. Diese Neugliederung orientierte sich u. a. an den Planungsregionen. Der Landkreis Schmalkalden-Meiningen war dem Modell zufolge der einzige Landkreis, der zerschlagen werden sollte. Die Vorschläge zur Funktional-, Gebiets- und auch Verwaltungsreform wurden frei zugänglich im Internet diskutiert. Die Landräte der Landkreise Sonneberg, Hildburghausen und dem Landkreis Eichsfeld lehnten den Vorschlag zur Bildung von acht Landkreisen mit mindestens 150.000 Einwohnern im Jahr 2050 ab und drohten, mit ihren Landkreisen nach Bayern bzw. Niedersachsen zu wechseln. Ein solcher Wechsel ist jedoch aufgrund hoher staatsrechtlicher Hürden zur Neugliederung des Bundesgebietes schwierig und ohne die Zustimmung der Landesregierungen in keinem Fall möglich. Während dieser Legislaturperiode wurden die Pläne einer Gebietsreform nicht weiter verfolgt.

### Nach dem Regierungswechsel 2014
Nach der Landtagswahl in Thüringen 2014 beschlossen die drei Parteien Die Linke, SPD und Bündnis 90/Die Grünen im Koalitionsvertrag folgende Formulierung: „Die Verwaltungs-, Funktional- und Gebietsreform soll so vorangetrieben werden, dass sie spätestens zu den kommenden Kreistags- und Gemeinderatswahlen wirksam werden kann.“ Verändert werden sollten sowohl die Zahl der Landkreise und kreisfreien Städte als auch der Städte und Gemeinden an sich. Zentralörtliche Strukturen und die Leistungsfähigkeit der Gemeinden sollten, so die Verlautbarung der rot-rot-grünen Landesregierung, gestärkt werden.
Die Grundlage für die Überlegungen der Landesregierung bildete eine Bevölkerungsprognose für Thüringen im Jahr 2035, die von stetig sinkenden Einwohnerzahlen, die durch Wegzüge, eine fallende Geburtenrate und eine allgemeine Überalterung der Gesellschaft herbeigeführt werden, ausgeht.
Ebenfalls sollte eine erhebliche Kostenersparnis innerhalb der Verwaltung durch die Funktional- und Gebietsreform herbeigeführt werden, da die mittlere Verwaltungsebene bis 2019 abgeschafft werden sollte und so spezifische landeshoheitliche Aufgaben auf die Städte- und Gemeinden umverteilt würden. Der Zeitplan der Landesregierung sah vor, spätestens im Dezember 2018 Funktional- und Verwaltungsreformgesetze zu beschließen. Eine Berechnung der behaupteten Kostenersparnis existierte nicht, sondern wurde lediglich von einem Landtagsabgeordneten behauptet, nachdem das zuständige Ministerium zuvor betonte, finanzielle Einsparungen wären nicht berechenbar und seien nicht beabsichtigt.
Am 16. August 2017 wurde bekannt gegeben, das Inkrafttreten der Reform auf das Jahr 2021 verschieben zu wollen. Die notwendigen Gesetze sollten im Jahr 2019 vor der nächsten Landtagswahl erlassen werden. Im November 2017 wurde die Fusion von Landkreisen von Seiten des Koalitionsausschusses für nicht mehr machbar erklärt. Stattdessen sollen die Landkreise stärker kooperieren.

## Leitbild der rot-rot-grünen Regierung
Am 22. Dezember 2015 wurde das im September 2015 vorgestellte Leitbild für die Funktional- und Gebietsreform beschlossen.
Demnach sollten künftige Landkreise:

- eine Größenordnung von 130.000 bis maximal 250.000 Einwohnern erreichen
- eine Fläche von 3.000 Quadratkilometern nicht überschreiten
- als Ganzes fusioniert und nur in Ausnahmefällen geteilt werden.

Da auch die finanzielle Lage der neuen Landkreise durchaus unterschiedlich gewesen wäre, wurde über die auch im Gutachten von Jörg Bogumil erwähnten Zuschüsse für strukturschwache Landkreise beraten.
Kreisfreie Städte hätten gemäß dem Leitbild mindestens 100.000 Einwohner laut Bevölkerungsvorausberechnung 2035 aufweisen müssen. Dies hätte nur für Erfurt und Jena zugetroffen.
Für künftige Städte und Gemeinden wurden folgende Vorgaben gemacht:

- Aus Verwaltungsgemeinschaften und erfüllenden Gemeinden sollen Einheits- oder Landgemeinden werden. Die Städte und Gemeinden sollen innerhalb einer Freiwilligkeitsphase Zusammenschlüsse erarbeiten und dadurch eine nicht im Haushaltsplan eingestellte[15] Fusionsprämie erhalten.
- Neugebildete Gemeinden sollen auf das Jahr 2035 bezogen mindestens 6.000 Einwohner haben.
- Die im Landesentwicklungsprogramm Thüringen 2025 festgelegten Mittel- und Grundzentren sollen bei Eingemeindungen bevorzugt werden. Es sollen möglichst keine „Kragengemeinden“ um diese zentralen Orte gebildet werden, die sie in ihrer Wirtschaftlichkeit schwächen und die Stadt-Umland-Beziehungen beeinträchtigen, wobei es hier zu Ausnahmen kommen wird. Jede neugegliederte Gemeinde soll so strukturiert sein, dass sie die Funktion eines zentralen Ortes übernehmen kann.
- Gemeinden, die die Freiwilligkeitsphase nicht nutzen, werden durch den Gesetzgeber ohne Auszahlung der Fusionsprämie zusammengeführt.
- Landkreisübergreifende Fusionen sind erlaubt, sollen aber die Ausnahme bilden.
- Die Entscheidungskompetenzen werden von der Gemeinde auf die Ortsteil- bzw. Ortschaften übertragen.
- In besonders einwohnerschwachen Regionen sollen Ausnahmen nicht ausgeschlossen sein. Angedeutet wurde bereits, dass Fusionen mit nur 5.900 Einwohnern im Jahr 2035 auch eine Chance haben, genehmigt zu werden.
- Des Weiteren ist mit der „privilegierten Landgemeinde“, die mindestens 10.000 Einwohner aufweisen soll, eine neue Form der Einheits- bzw. Landgemeinde eingeführt worden. Die Gemeinden, die eine solche Fusion eingehen, sollen hinterher eigenständiger handeln können als es in den anderen Gemeindeformen der Fall ist. Jedoch gilt die privilegierte Landgemeinde nur bis 2024.

Die Freiwilligkeitsphase galt zunächst bis zum 31. Oktober 2017, wurde allerdings bis zum 31. März 2018 verlängert.
Grundlage für alle Einwohnerzahlen bildet die Bevölkerungsprognose für das Jahr 2035.
Am 23. Juni 2016 wurde das Vorschaltgesetz mit 47 zu 43 Stimmen durch den Thüringer Landtag beschlossen. Sein Zustandekommen wurde am 9. Juni 2017 vom Thüringer Verfassungsgericht für verfassungswidrig erklärt.
Von August bis Oktober 2016 hat der Innenminister die Landkreise besucht, um Gesprächsrunden mit den Landräten und Bürgermeistern zu führen.
Ende Oktober 2016 wurde ein Bürgergutachten in Auftrag gegeben, bei dem 96 Thüringer zur Thematik befragt werden sollten. Der Auftrag zur Durchführung des Gutachtens, dessen Kosten auf 150.000 € geschätzt werden, wurde rechtswidrig nicht ausgeschrieben. Die Auswahl der Bürgergutachter stand unter heftiger Kritik. Am 19. November 2016 wurde die letzte Planungszelle geschlossen, bei der u. a. die Wichtigkeit von Bürgerservicebüros hervorgehoben wurde. Die Auswertung der Ergebnisse sollte Anfang 2017 abgeschlossen sein.
Ab November 2016 führte die Landesregierung eine Kampagne zum Thema „Gebietsreform“ durch, die vom Thüringer Rechnungshof wegen des Verdachts auf Verschwendung von Steuergeldern überprüft wurde. Die Landesregierung stützte die Kampagne darauf, die Bürger mit Plakaten zu informieren und nicht für die Gebietsreform werben zu wollen und wies den Vorwurf, Steuergelder zu verschwenden, zurück. Die Kosten würden sich für das Jahr 2016 laut der Regierung auf 290.000 Euro belaufen.
Am 30. August 2017 wurde der für die Reform zuständige Innenminister Holger Poppenhäger aus seinem Amt entlassen und durch Georg Maier ersetzt. Zudem schuf die Landesregierung den Posten eines für die Gebietsreform zuständigen Staatssekretärs im Innenministerium, der zum 5. September 2017 mit Uwe Höhn besetzt wurde.
Die Einführung der zwischendurch ins Gespräch gebrachten Verwaltungseinheit der Verbandsgemeinde wurde am 30. November 2017 aus Zeitgründen unwahrscheinlich.

## Vorschläge für Neugliederungsmaßnahmen auf Kreisebene
Die ursprünglich geplante Neugliederung der Landkreise und kreisfreien Städte wurde am 30. November 2017 aus Zeitgründen für nicht mehr machbar erklärt. Stattdessen soll die Kooperation zwischen den Landkreisen verstärkt werden. Dies wird von den Landräten und Oberbürgermeistern begrüßt.

### Erster Vorschlag des Innenministeriums

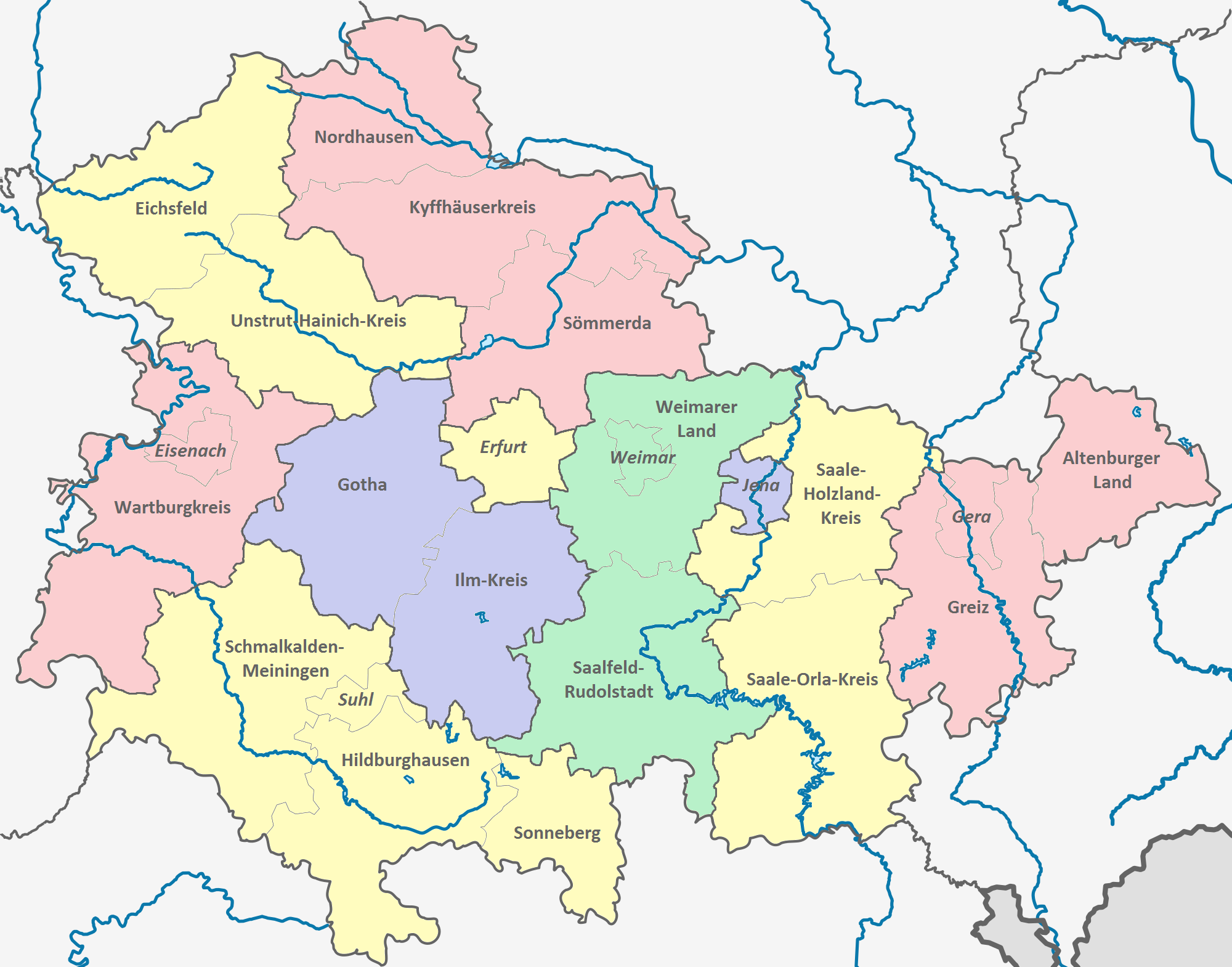
Reformvorschlag von Jörg Bogumil (2016)

Am 11. Oktober 2016 wurde der Regierungsvorschlag zur Neugliederung der Landkreise und kreisfreien Städte vorgestellt. Grundlage des Vorschlags bildete ein Gutachten von Jörg Bogumil, einem Verwaltungswissenschaftler der Ruhr-Universität Bochum. Erfurt und Jena sollten als weiterhin kreisfreie Städte durch Eingemeindungen vergrößert werden. Diese sowie kreisübergreifende Gemeindefusionen und die neuen Kreisstädte waren nicht Teil des Vorschlags. Im Detail sah der Vorschlag die Bildung von acht neuen Landkreisen vor (siehe nebenstehende Karte):
1. Landkreise Eichsfeld und Unstrut-Hainich-Kreis
2. Landkreise Nordhausen, Sömmerda und Kyffhäuserkreis
3. Landkreise Gotha und Ilm-Kreis
4. Landkreis Wartburgkreis und die kreisfreie Stadt Eisenach
5. Landkreise Schmalkalden-Meiningen, Hildburghausen und Sonneberg sowie die kreisfreie Stadt Suhl
6. Landkreise Weimarer Land und Saalfeld-Rudolstadt sowie die kreisfreie Stadt Weimar
7. Landkreise Saale-Holzland-Kreis und Saale-Orla-Kreis
8. Landkreise Altenburger Land und Greiz sowie die kreisfreie Stadt Gera

### Vorschlag der Wirtschaftsverbände
Die Thüringer Wirtschaftsverbände stellten im Dezember 2016 einen Alternativvorschlag vor, der ebenfalls die Bildung von acht Landkreisen vorsah, von denen drei anders gebildet werden sollten:
1. Landkreise Nordhausen und Kyffhäuserkreis
2. Landkreise Sömmerda und Weimarer Land sowie die kreisfreie Stadt Weimar
3. Landkreise Saale-Holzland-Kreis, Saale-Orla-Kreis und Saalfeld-Rudolstadt

Die Regierung stand dem grundsätzlich positiv gegenüber und betonte die Einhaltung des Vorschaltgesetzes. Mitglieder der LINKEN und der SPD begrüßten eine Diskussion zu dem Vorschlag.

### Vorschlag aus Südwestthüringen
Eine Gruppe von Bürgermeistern der Kreise Schmalkalden-Meiningen und Wartburgkreis und der Schmalkalden-Meininger Landrat Peter Heimrich (SPD) befürworteten den Zusammenschluss der Landkreise Schmalkalden-Meiningen und Wartburgkreis mit der Stadt Eisenach. Demnach sollten zudem die Landkreise Hildburghausen und Sonneberg mit der kreisfreien Stadt Suhl fusionieren.

### Weitere Vorschläge des Innenministeriums

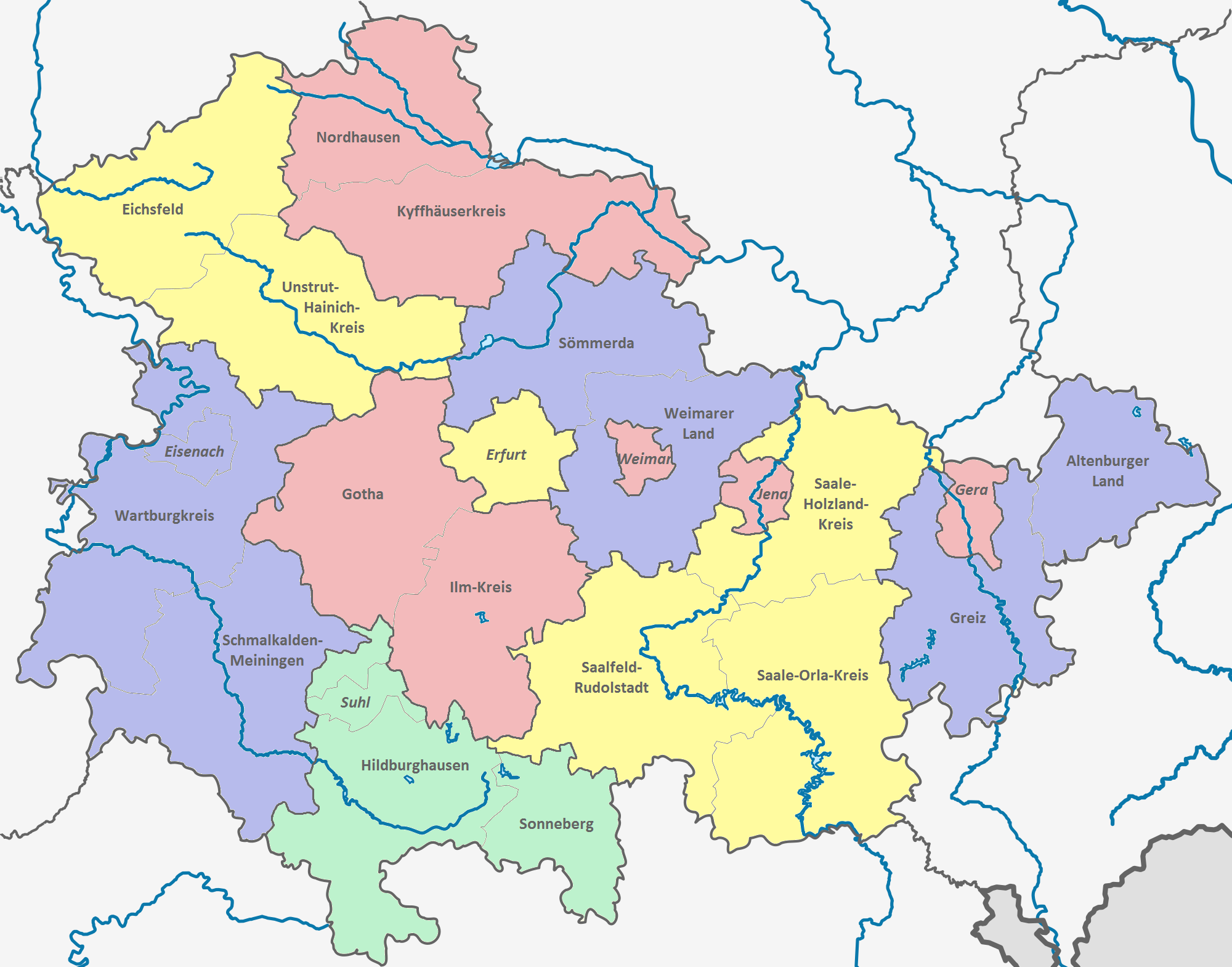
Reformvorschlag des Innenministeriums (April 2017)

Am 19. April 2017 legte Innenminister Poppenhäger einen überarbeiteten Entwurf vor, der Kreisstädte beinhaltete. Die Vorschläge der Wirtschaftsverbände fanden sich in diesem Entwurf zum Teil wieder. Auch wurde dem von einigen Bürgermeistern geforderten Vorschlag eines Großkreises in Südwestthüringen gefolgt. Zudem sollten außer Erfurt und Jena auch Gera und Weimar kreisfrei bleiben. Einige bisherige Landkreise und ehemalige Kreisstädte sollten finanziell entschuldet werden. Des Weiteren sollten Eisenach und Suhl den Status einer großen kreisangehörigen Stadt erhalten und Arnstadt und Meiningen durch die Gemeindegebietsreform gestärkt werden. Konkret sah der Vorschlag das Folgende vor: (in Klammern: Namen der vorgesehenen Kreisstädte)
1. Landkreise Eichsfeld und Unstrut-Hainich-Kreis (Mühlhausen/Thüringen)
2. Landkreise Nordhausen und Kyffhäuserkreis (Sondershausen)
3. Landkreise Gotha und Ilm-Kreis (Gotha)
4. Landkreise Wartburgkreis, Schmalkalden-Meiningen (ohne Benshausen, Zella-Mehlis und Oberhof) und die kreisfreie Stadt Eisenach (Bad Salzungen)
5. Landkreise Hildburghausen und Sonneberg sowie die kreisfreie Stadt Suhl und die Gemeinden Benshausen, Zella-Mehlis und Oberhof (Hildburghausen)
6. Landkreise Sömmerda und Weimarer Land (Sömmerda)
7. Landkreise Saalfeld-Rudolstadt, Saale-Holzland-Kreis und Saale-Orla-Kreis (Saalfeld/Saale)
8. Landkreise Altenburger Land und Greiz (Altenburg)

Am 2. Mai 2017 beriet das Thüringer Kabinett den zweiten Gesetzentwurf des Innenministeriums.
Aufgrund heftiger Kritik wurde der Vorschlag erneut geändert und sah anschließend die Fusion des Wartburgkreises mit der kreisfreien Stadt Eisenach sowie der Verwaltungsgemeinschaft Hohe Rhön und der Gemeinde Rhönblick (beide Landkreis Schmalkalden-Meiningen) vor. Das übrige Kreisgebiet Schmalkalden-Meiningens sollte mit den Landkreisen Hildburghausen und Sonneberg sowie der kreisfreien Stadt Suhl fusionieren. Zudem hätte es Änderungen bei den Kreisstädten geben können, da nun die jeweils größte Stadt Sitz eines neuen Kreises werden sollte. Kreisstädte, die ihren Titel verlieren würden, sollten weiterhin stärker entschädigt werden. Die Linke forderte, die Kreisfreiheit Geras und Weimars an Bedingungen zu knüpfen.

## Gebietsreform ab 2018
Nach dem Scheitern der ursprünglichen Regierungsvorhaben wurde am 10. April 2018 das Gesetz zur Weiterentwicklung der Thüringer Gemeinden, welches in Artikel 2 das Thüringer Gemeindeneugliederungsfinanzhilfegesetz beinhaltet, beschlossen. Dadurch wurde festgelegt, dass Gemeinden, die in den Jahren 2018 und 2019 fusionieren, eine finanzielle Förderung in Form von Neugliederungsprämien, Strukturbegleithilfen und besonderen Entschuldungshilfen erhalten. Eine Mindesteinwohnerzahl für neue Gemeinden wurde dabei nicht vorgeschrieben. Daraufhin wurden drei Gesetze zur freiwilligen Neugliederung kreisangehöriger Gemeinden beschlossen, wobei das dritte bis in das Jahr 2021 greift.
Nach der Thüringer Landtagswahl 2019 scheiterte die rot-rot-grüne Koalition zunächst am 5. Februar 2020 bei der Wahl zum Ministerpräsidenten. Im dritten Wahlgang wurde Thomas Kemmerich zum sechsten Ministerpräsidenten des Freistaats Thüringen gewählt, was zur Regierungskrise in Thüringen 2020 führte. Am 4. März 2020 setzte die rot-rot-grüne Koalition ihre Regierungsarbeit als Minderheitsregierung unter dem Kabinett Ramelow II fort. Der Koalitionsvertrag von 2020 äußert sich zur Gebietsreform wie folgt:
„Die Koalition ist sich einig, Kommunen, die den freiwilligen Zusammenschluss mit ihren Nachbarkommunen wollen, auch zukünftig zu unterstützen. Die Möglichkeiten der kommunalen Gemeinschaftsarbeit werden wir ausbauen und die praktische Umsetzung befördern.“
Im Mai 2021 wurde das Thüringer Gesetz zur Förderung freiwilliger Gemeindefusionen vom Landtag beschlossen. Dadurch werden auch Gemeinden, die in den Jahren 2022 bis 2026 freiwillig fusionieren, finanziell gefördert. Das Gesetz trat am 29. Mai 2021 in Kraft. Unter der rot-rot-grünen Koalition folgten zwei Gemeindeneugliederungsgesetze, die in den Jahren 2023 und 2024 in Kraft traten.
Im März 2025 gab die von Mario Voigt geführte Brombeerkoalition bekannt, den von der Vorgängerregierung vorangetriebenen Weg der freiwilligen Gemeindefusionen fortzusetzen. Im Jahr 2026 sollen zwei weitere Gemeindeneugliederungsgesetze in Kraft treten.

## Freiwillige Neugliederung des Wartburgkreises und der kreisfreien Stadt Eisenach
Die Stadt Eisenach wurde zum 1. Juli 2021 in den Wartburgkreis eingegliedert und verlor damit ihre Kreisfreiheit, erhielt aber den neu geschaffenen Titel Große Kreisstadt. Die Übertragung der Aufgaben erfolgte am 1. Januar 2022. Der Kreissitz blieb in Bad Salzungen. Am 4. April 2019 wurde ein entsprechender Vertrag unterzeichnet. Der Landtag hat das dazugehörige Gesetz in der Plenarsitzung vom 12. September 2019 angenommen.

## Neugliederungsmaßnahmen auf Gemeindeebene

### Gemeindeneugliederungen zum 6. Juli 2018
Am 19. Dezember 2017 stimmte das Kabinett dem Gesetzentwurf des ersten Gemeindeneugliederungsgesetzes zu. Im Februar 2018 überwies der Landtag das Gesetz in veränderter Form nach der Ersten Lesung in den zuständigen Ausschuss zur weiteren Beratung. Der Änderungsentwurf wurde am 21. Juni 2018 beschlossen. Nach der Veröffentlichung im Gesetz- und Verordnungsblatt trat das Gesetz am 6. Juli 2018 in Kraft.
| Nr.   | Gmde.-Alt | Abw. | Gmde.-Neu | VG.-Alt | VG.-Neu |
| ----- | --------- | ---- | --------- | ------- | ------- |
| 1.    | 849       | −3   | 846       | 69      | 68      |
| 2.    | 846       | −1   | 845       | –       | –       |
| 3.    | 845       | −1   | 844       | –       | –       |
| 4.    | 844       | −2   | 842       | –       | –       |
| 5.a)  | 842       | −1   | 841       | –       | –       |
| 5.b)  | 841       | −4   | 837       | 68      | 67      |
| 6.    | 837       | −4   | 833       | 67      | 66      |
| 7.a)  | 833       | −2   | 831       | –       | –       |
| 7.b)  | 831       | −1   | 830       | –       | –       |
| 8.    | 830       | −1   | 829       | –       | –       |
| 9.    | 829       | −1   | 828       | –       | –       |
| 10.   | 828       | −2   | 826       | –       | –       |
| 11.a) | 826       | −2   | 824       | –       | –       |
| 11.b) | 824       | −3   | 821       | –       | –       |

Folgende Gemeindegebietsänderungen wurden beschlossen:
| Gemeinde | Neue Gemeinde     | Bild | Bild |
| --- | ----------------- | ---- | ---- |
| 1. Landkreis Altenburger Land Die Verwaltungsgemeinschaft Wieratal wird aufgelöst. Ihre Mitgliedsgemeinden Frohnsdorf, Jückelberg und Ziegelheim werden nach Nobitz eingemeindet. Nobitz wird erfüllende Gemeinde für Göpfersdorf und Langenleuba-Niederhain.                                              |                   |      |      |
| Verwaltungsgemeinschaft Wieratal | aufgelöst         |      |      |
| Frohnsdorf | Nobitz            |      |      |
| Jückelberg | Nobitz            |      |      |
| Ziegelheim | Nobitz            |      |      |
| 2. Landkreis Eichsfeld Hundeshagen wird in die Stadt Leinefelde-Worbis eingemeindet. |                   |      |      |
| Hundeshagen | Leinefelde-Worbis |      |      |
| 3. Landkreis Gotha Günthersleben-Wechmar und Drei Gleichen schließen sich zur Landgemeinde Drei Gleichen zusammen. Diese wird erfüllende Gemeinde für Schwabhausen. |                   |      |      |
| Drei Gleichen | Drei Gleichen     |      |      |
| Günthersleben-Wechmar | Drei Gleichen     |      |      |
| 4. Landkreis Hildburghausen Nahetal-Waldau und St. Kilian werden in die Stadt Schleusingen eingemeindet. |                   |      |      |
| Nahetal-Waldau | Schleusingen      |      |      |
| St. Kilian | Schleusingen      |      |      |
| 5.a) Ilm-Kreis Ilmtal wird in die Stadt Stadtilm eingemeindet. |                   |      |      |
| Ilmtal | Stadtilm          |      |      |
| Stadtilm | Stadtilm          |      |      |
| 5.b) Ilm-Kreis Die Städte Gehren und Langewiesen sowie die Gemeinden Pennewitz und Wolfsberg werden in die Stadt Ilmenau eingemeindet. Dadurch wird die Verwaltungsgemeinschaft Langer Berg aufgelöst. Die Verwaltungsgemeinschaft Großbreitenbach wird um Herschdorf und Neustadt am Rennsteig erweitert. |                   |      |      |
| Verwaltungsgemeinschaft Langer Berg | aufgelöst         |      |      |
| Gehren | Ilmenau           |      |      |
| Langewiesen | Ilmenau           |      |      |
| Pennewitz | Ilmenau           |      |      |
| Wolfsberg | Ilmenau           |      |      |
| 6. Landkreis Nordhausen Die Verwaltungsgemeinschaft Hohnstein/Südharz wird aufgelöst: Buchholz wird nach Nordhausen eingemeindet. Harzungen, Herrmannsacker und Neustadt/Harz werden in die Landgemeinde Harztor eingemeindet.                                                                             |                   |      |      |
| Verwaltungsgemeinschaft Hohnstein/Südharz | aufgelöst         |      |      |
| Buchholz | Nordhausen        |      |      |
| Harzungen | Harztor           |      |      |
| Herrmannsacker | Harztor           |      |      |
| Neustadt/Harz | Harztor           |      |      |
| 7.a) Landkreis Saalfeld-Rudolstadt Saalfelder Höhe und Wittgendorf werden in die Stadt Saalfeld eingemeindet. |                   |      |      |
| Saalfelder Höhe | Saalfeld/Saale    |      |      |
| Wittgendorf | Saalfeld/Saale    |      |      |
| 7.b) Landkreis Saalfeld-Rudolstadt Kamsdorf wird in die Gemeinde Unterwellenborn eingemeindet. |                   |      |      |
| Kamsdorf | Unterwellenborn   |      |      |
| 8. Landkreis Schmalkalden-Meiningen Springstille wird in die Stadt Schmalkalden eingemeindet. |                   |      |      |
| Springstille | Schmalkalden      |      |      |
| 9. Landkreis Sömmerda Schillingstedt wird in die Stadt Sömmerda eingemeindet. |                   |      |      |
| Schillingstedt | Sömmerda          |      |      |
| 10. Landkreis Sonneberg Föritz, Judenbach und Neuhaus-Schierschnitz schließen sich zur Einheitsgemeinde Föritztal zusammen. |                   |      |      |
| Föritz | Föritztal         |      |      |
| Judenbach | Föritztal         |      |      |
| Neuhaus-Schierschnitz | Föritztal         |      |      |
| 11.a) Wartburgkreis Marksuhl und Wolfsburg-Unkeroda werden nach Gerstungen eingemeindet. |                   |      |      |
| Marksuhl | Gerstungen        |      |      |
| Wolfsburg-Unkeroda | Gerstungen        |      |      |
| 11.b) Wartburgkreis Ettenhausen an der Suhl, Frauensee und Tiefenort werden nach Bad Salzungen eingemeindet. |                   |      |      |
| Ettenhausen an der Suhl | Bad Salzungen     |      |      |
| Frauensee | Bad Salzungen     |      |      |
| Tiefenort | Bad Salzungen     |      |      |

### Gemeindeneugliederungen zum 1. Januar 2019
Der veränderte Gesetzentwurf vom 21. August 2018 und der erste Änderungsentwurf wurden mit der Beschlussempfehlung vom 6. Dezember 2018 überarbeitet. Das Gesetz zur Neugliederung kreisangehöriger Gemeinden im Jahr 2019 wurde am 13. Dezember 2018 beschlossen. Es wurde am 28. Dezember 2018 im Thüringer Gesetz- und Verordnungsblatt veröffentlicht und trat am 1. Januar 2019 in Kraft.
| Nr.   | Gmde.-Alt | Abw. | Gmde.-Neu | VG.-Alt | VG.-Neu |
| ----- | --------- | ---- | --------- | ------- | ------- |
| 1.    | 821       | −5   | 816       | 66      | 65      |
| 2.a)  | 816       | −4   | 812       | 65      | 64      |
| 2.b)  | 812       | −1   | 811       | –       | –       |
| 2.c)  | 811       | −5   | 806       | 64      | 63      |
| 3.a)  | 806       | −10  | 796       | 63      | 62      |
| 3.b)  | 796       | −3   | 793       | –       | –       |
| 4.a)  | 793       | 0    | 793       | –       | –       |
| 4.b)  | 793       | −1   | 792       | –       | –       |
| 4.c)  | 792       | −2   | 790       | –       | –       |
| 5.a)  | 790       | −1   | 789       | –       | –       |
| 5.b)  | 789       | −7   | 782       | 62      | 61      |
| 5.c)  | 782       | −1   | 781       | –       | –       |
| 6.a)  | 781       | −3   | 778       | 61      | 60      |
| 6.b)  | 778       | −7   | 771       | 60      | 59      |
| 7.a)  | 771       | −7   | 764       | 59      | 58      |
| 7.b)  | 764       | −5   | 759       | 58      | 57      |
| 8.    | 759       | −8   | 751       | 57      | 56      |
| 9.    | 751       | −2   | 749       | –       | –       |
| 10.a) | 749       | −6   | 743       | 56      | 55      |
| 10.b) | 743       | −1   | 742       | –       | –       |
| 10.c) | 742       | −1   | 741       | –       | –       |
| 10.d) | 741       | −1   | 740       | –       | –       |
| 11.a) | 740       | −4   | 736       | 55      | 54      |
| 11.b) | 736       | −1   | 735       | –       | –       |
| 12.   | 735       | −4   | 731       | 54      | 53      |
| 13.a) | 731       | −6   | 725       | 53      | 52      |
| 13.b) | 725       | −1   | 724       | –       | –       |
| 13.c) | 724       | −3   | 721       | –       | –       |
| 13.d) | 721       | −5   | 716       | –       | –       |
| 13.e) | 716       | −1   | 715       | –       | –       |
| 14.   | 715       | −6   | 709       | –       | –       |
| 15.a) | 709       | −9   | 700       | 52      | 51      |
| 15.b) | 700       | −3   | 697       | –       | –       |
| 15.c) | 697       | −1   | 696       | –       | –       |
| 15.d) | 696       | −1   | 695       | –       | –       |
| 16.a) | 695       | −1   | 694       | –       | –       |
| 16.b) | 694       | −5   | 689       | 51      | 50      |
| 16.c) | 689       | −1   | 688       | –       | –       |
| 17.a) | 688       | −1   | 687       | –       | –       |
| 17.b) | 687       | −3   | 684       | 50      | 49      |
| 17.c) | 684       | −6   | 678       | 49      | 48      |
| 18.a) | 678       | −1   | 677       | –       | –       |
| 18.b) | 677       | −13  | 664       | 48      | 47      |

Das Neugliederungsgesetz beinhaltet folgende Gemeindegebietsänderungen:
| Gemeinde | Neue Gemeinde                       | Bild | Bild |
| --- | ----------------------------------- | ---- | ---- |
| 1. Landkreis Altenburger Land Die Verwaltungsgemeinschaft Altenburger Land wird aufgelöst. Altkirchen, Drogen, Lumpzig, Nöbdenitz und Wildenbörten werden in die Stadt Schmölln eingemeindet; diese wird erfüllende Gemeinde für Dobitschen. Die Verwaltungsgemeinschaft Rositz wird um Göhren, Göllnitz, Mehna und Starkenberg erweitert. |                                     |      |      |
| Verwaltungsgemeinschaft Altenburger Land | aufgelöst                           |      |      |
| Altkirchen | Schmölln                            |      |      |
| Drogen | Schmölln                            |      |      |
| Lumpzig | Schmölln                            |      |      |
| Nöbdenitz | Schmölln                            |      |      |
| Wildenbörten | Schmölln                            |      |      |
| 2.a) Landkreis Eichsfeld Deuna, Gerterode, Hausen und Kleinbartloff werden nach Niederorschel eingemeindet. Die Verwaltungsgemeinschaft Eichsfelder Kessel wird aufgelöst. |                                     |      |      |
| Verwaltungsgemeinschaft Eichsfelder Kessel | aufgelöst                           |      |      |
| Deuna | Niederorschel                       |      |      |
| Gerterode | Niederorschel                       |      |      |
| Hausen | Niederorschel                       |      |      |
| Kleinbartloff | Niederorschel                       |      |      |
| 2.b) Landkreis Eichsfeld Bernterode (bei Heilbad Heiligenstadt) wird in die Stadt Heilbad Heiligenstadt eingemeindet. |                                     |      |      |
| Bernterode | Heilbad Heiligenstadt               |      |      |
| 2.c) Landkreis Eichsfeld Die Verwaltungsgemeinschaft Dingelstädt wird aufgelöst. Kallmerode wird in die Stadt Leinefelde-Worbis eingemeindet. Dingelstädt, Helmsdorf, Kefferhausen, Kreuzebra und Silberhausen fusionieren zur Stadt und Landgemeinde Dingelstädt. |                                     |      |      |
| Verwaltungsgemeinschaft Dingelstädt | aufgelöst                           |      |      |
| Kallmerode | Leinefelde-Worbis                   |      |      |
| Dingelstädt | Dingelstädt                         |      |      |
| Helmsdorf | Dingelstädt                         |      |      |
| Kefferhausen | Dingelstädt                         |      |      |
| Kreuzebra | Dingelstädt                         |      |      |
| Silberhausen | Dingelstädt                         |      |      |
| 3.a) Landkreis Gotha Die Verwaltungsgemeinschaft Mittleres Nessetal wird aufgelöst. Die Gemeinden Ballstädt, Brüheim, Bufleben, Friedrichswerth, Goldbach, Haina, Hochheim, Remstädt, Wangenheim, Warza und Westhausen bilden eine Landgemeinde Nessetal. Diese wird erfüllende Gemeinde für Sonneborn. |                                     |      |      |
| Verwaltungsgemeinschaft Mittleres Nessetal | aufgelöst                           |      |      |
| Ballstädt | Nessetal                            |      |      |
| Brüheim | Nessetal                            |      |      |
| Bufleben | Nessetal                            |      |      |
| Friedrichswerth | Nessetal                            |      |      |
| Goldbach | Nessetal                            |      |      |
| Haina | Nessetal                            |      |      |
| Hochheim | Nessetal                            |      |      |
| Remstädt | Nessetal                            |      |      |
| Wangenheim | Nessetal                            |      |      |
| Warza | Nessetal                            |      |      |
| Westhausen | Nessetal                            |      |      |
| 3.b) Landkreis Gotha Crawinkel, Gräfenhain und Wölfis werden in die Stadt Ohrdruf eingemeindet. |                                     |      |      |
| Crawinkel | Ohrdruf                             |      |      |
| Gräfenhain | Ohrdruf                             |      |      |
| Wölfis | Ohrdruf                             |      |      |
| 4.a) Landkreis Hildburghausen Die Verwaltungsgemeinschaft Feldstein wird um die Stadt Themar erweitert. |                                     |      |      |
| 4.b) Landkreis Hildburghausen Sachsenbrunn wird in die Stadt Eisfeld eingemeindet. |                                     |      |      |
| Sachsenbrunn | Eisfeld                             |      |      |
| 4.c) Landkreis Hildburghausen Die Stadt Bad Colberg-Heldburg und die Gemeinden Gompertshausen und Hellingen schließen sich zur neuen Stadt Heldburg zusammen. |                                     |      |      |
| Bad Colberg-Heldburg | Heldburg                            |      |      |
| Gompertshausen | Heldburg                            |      |      |
| Hellingen | Heldburg                            |      |      |
| 5.a) Ilm-Kreis Wipfratal wird in die Stadt Arnstadt eingemeindet. |                                     |      |      |
| Wipfratal | Arnstadt                            |      |      |
| 5.b) Ilm-Kreis Die Verwaltungsgemeinschaft Großbreitenbach wird aufgelöst. Die Gemeinden Altenfeld, Böhlen, Friedersdorf, Gillersdorf, Großbreitenbach, Herschdorf, Neustadt am Rennsteig und Wildenspring fusionieren zur Stadt und Landgemeinde Großbreitenbach. |                                     |      |      |
| Verwaltungsgemeinschaft Großbreitenbach | aufgelöst                           |      |      |
| Altenfeld | Großbreitenbach                     |      |      |
| Böhlen | Großbreitenbach                     |      |      |
| Friedersdorf | Großbreitenbach                     |      |      |
| Gillersdorf | Großbreitenbach                     |      |      |
| Großbreitenbach | Großbreitenbach                     |      |      |
| Herschdorf | Großbreitenbach                     |      |      |
| Neustadt am Rennsteig | Großbreitenbach                     |      |      |
| Wildenspring | Großbreitenbach                     |      |      |
| 5.c) Ilm-Kreis Kirchheim wird in die Gemeinde Amt Wachsenburg eingemeindet; diese wird erfüllende Gemeinde für Rockhausen. |                                     |      |      |
| Kirchheim | Amt Wachsenburg                     |      |      |
| 6.a) Ilm-Kreis/Suhl Die Verwaltungsgemeinschaft Rennsteig wird aufgelöst. Frauenwald und Stützerbach werden in die Stadt Ilmenau eingemeindet. Schmiedefeld am Rennsteig wird in die kreisfreie Stadt Suhl eingemeindet. |                                     |      |      |
| Verwaltungsgemeinschaft Rennsteig | aufgelöst                           |      |      |
| Frauenwald | Ilmenau                             |      |      |
| Stützerbach | Ilmenau                             |      |      |
| Schmiedefeld am Rennsteig | Suhl                                |      |      |
| 6.b) Ilm-Kreis/Suhl Die Verwaltungsgemeinschaft Oberes Geratal wird aufgelöst. Frankenhain, Geraberg, Gräfenroda, Geschwenda, Gossel und Liebenstein fusionieren zur Landgemeinde Geratal. Die Verwaltungsgemeinschaft Geratal wird um die Stadt Plaue erweitert und in „Verwaltungsgemeinschaft Geratal/Plaue“ umbenannt. In die Stadt Plaue wird zudem Neusiß eingemeindet. Gehlberg wird in die kreisfreie Stadt Suhl eingemeindet. |                                     |      |      |
| Verwaltungsgemeinschaft Oberes Geratal | aufgelöst                           |      |      |
| Frankenhain | Geratal                             |      |      |
| Geraberg | Geratal                             |      |      |
| Gräfenroda | Geratal                             |      |      |
| Geschwenda | Geratal                             |      |      |
| Gossel | Geratal                             |      |      |
| Liebenstein | Geratal                             |      |      |
| Gehlberg | Suhl                                |      |      |
| Neusiß | Plaue                               |      |      |
| 7.a) Kyffhäuserkreis Die Verwaltungsgemeinschaft Mittelzentrum Artern wird aufgelöst. Die Stadt Artern/Unstrut und die Gemeinden Heygendorf und Voigtstedt schließen sich zur neuen Stadt und Landgemeinde Artern zusammen. Diese wird erfüllende Gemeinde für Borxleben, Gehofen, Kalbsrieth, Mönchpfiffel-Nikolausrieth und Reinsdorf. Ichstedt und Ringleben werden in die Stadt Bad Frankenhausen/Kyffhäuser eingemeindet. Die Städte Roßleben und Wiehe sowie die Gemeinden Donndorf und Nausitz fusionieren zu einer Stadt und Landgemeinde Roßleben-Wiehe. |                                     |      |      |
| Verwaltungsgemeinschaft Mittelzentrum Artern | aufgelöst                           |      |      |
| Artern/Unstrut | Artern                              |      |      |
| Heygendorf | Artern                              |      |      |
| Voigtstedt | Artern                              |      |      |
| Ichstedt | Bad Frankenhausen/Kyffhäuser        |      |      |
| Ringleben | Bad Frankenhausen/Kyffhäuser        |      |      |
| Donndorf | Roßleben-Wiehe                      |      |      |
| Nausitz | Roßleben-Wiehe                      |      |      |
| Roßleben | Roßleben-Wiehe                      |      |      |
| Wiehe | Roßleben-Wiehe                      |      |      |
| 7.b) Kyffhäuserkreis Die Verwaltungsgemeinschaft An der Schmücke wird aufgelöst. Die Gemeinden Bretleben, Gorsleben, Hauteroda, Heldrungen, Hemleben, Oldisleben schließen sich zur Stadt und Landgemeinde An der Schmücke zusammen. Diese wird erfüllende Gemeinde für Etzleben und Oberheldrungen. |                                     |      |      |
| Verwaltungsgemeinschaft An der Schmücke | aufgelöst                           |      |      |
| Bretleben | An der Schmücke                     |      |      |
| Gorsleben | An der Schmücke                     |      |      |
| Hauteroda | An der Schmücke                     |      |      |
| Heldrungen | An der Schmücke                     |      |      |
| Hemleben | An der Schmücke                     |      |      |
| Oldisleben | An der Schmücke                     |      |      |
| 8. Landkreis Nordhausen Die Stadt Bleicherode und die Gemeinden Etzelsrode, Friedrichsthal, Kleinbodungen, Kraja, Hainrode, Nohra, Wipperdorf und Wolkramshausen fusionieren zur neuen Stadt und Landgemeinde Bleicherode. Diese wird erfüllende Gemeinde für Großlohra, Kehmstedt, Kleinfurra, Lipprechterode und Niedergebra. Die Verwaltungsgemeinschaft Hainleite wird aufgelöst. |                                     |      |      |
| Verwaltungsgemeinschaft Hainleite | aufgelöst                           |      |      |
| Bleicherode | Bleicherode                         |      |      |
| Etzelsrode | Bleicherode                         |      |      |
| Friedrichsthal | Bleicherode                         |      |      |
| Hainrode | Bleicherode                         |      |      |
| Kleinbodungen | Bleicherode                         |      |      |
| Kraja | Bleicherode                         |      |      |
| Nohra | Bleicherode                         |      |      |
| Wipperdorf | Bleicherode                         |      |      |
| Wolkramshausen | Bleicherode                         |      |      |
| 9. Saale-Holzland-Kreis Bollberg und Quirla werden in die Stadt Stadtroda eingemeindet. |                                     |      |      |
| Bollberg | Stadtroda                           |      |      |
| Quirla | Stadtroda                           |      |      |
| 10.a) Saale-Orla-Kreis Die Verwaltungsgemeinschaft Saale-Rennsteig mit den Gemeinden Birkenhügel, Blankenberg, Blankenstein, Harra, Neundorf, Pottiga und Schlegel wird in die Einheitsgemeinde Rosenthal am Rennsteig umgewandelt. |                                     |      |      |
| Verwaltungsgemeinschaft Saale-Rennsteig | aufgelöst                           |      |      |
| Birkenhügel | Rosenthal am Rennsteig              |      |      |
| Blankenberg | Rosenthal am Rennsteig              |      |      |
| Blankenstein | Rosenthal am Rennsteig              |      |      |
| Harra | Rosenthal am Rennsteig              |      |      |
| Neundorf | Rosenthal am Rennsteig              |      |      |
| Pottiga | Rosenthal am Rennsteig              |      |      |
| Schlegel | Rosenthal am Rennsteig              |      |      |
| 10.b) Saale-Orla-Kreis Bucha wird nach Knau eingemeindet. |                                     |      |      |
| Bucha | Knau                                |      |      |
| 10.c) Saale-Orla-Kreis Stanau wird in die Stadt Neustadt an der Orla eingemeindet. |                                     |      |      |
| Stanau | Neustadt an der Orla                |      |      |
| 10.d) Saale-Orla-Kreis Crispendorf wird in die Stadt Schleiz eingemeindet. |                                     |      |      |
| Crispendorf | Schleiz                             |      |      |
| 11.a) Landkreis Saalfeld-Rudolstadt Die Verwaltungsgemeinschaften Bergbahnregion/Schwarzatal und Mittleres Schwarzatal werden aufgelöst. Mellenbach-Glasbach, Meuselbach-Schwarzmühle und Oberweißbach/Thüringer Wald fusionieren zur Stadt und Landgemeinde Schwarzatal. Aus den Gemeinden Cursdorf, Deesbach, Döschnitz, Katzhütte, Meura, Rohrbach (bei Saalfeld), Schwarzburg, Sitzendorf und Unterweißbach und der Landgemeinde Schwarzatal wird die Verwaltungsgemeinschaft Schwarzatal gebildet, sie hat ihren Sitz in Schwarzatal. Dröbischau und Oberhain werden in die Stadt Königsee-Rottenbach eingemeindet, deren Name auf „Königsee“ geändert wird. Diese wird erfüllende Gemeinde für Allendorf und Bechstedt. |                                     |      |      |
| Verwaltungsgemeinschaft Bergbahnregion/Schwarzatal | Verwaltungsgemeinschaft Schwarzatal |      |      |
| Verwaltungsgemeinschaft Mittleres Schwarzatal | Verwaltungsgemeinschaft Schwarzatal |      |      |
| Mellenbach-Glasbach | Schwarzatal                         |      |      |
| Meuselbach-Schwarzmühle | Schwarzatal                         |      |      |
| Oberweißbach/Thüringer Wald | Schwarzatal                         |      |      |
| Dröbischau | Königsee                            |      |      |
| Oberhain | Königsee                            |      |      |
| 11.b) Landkreis Saalfeld-Rudolstadt Die Stadt Remda-Teichel wird in die Stadt Rudolstadt eingemeindet. |                                     |      |      |
| Remda-Teichel | Rudolstadt                          |      |      |
| 12. Landkreis Saalfeld-Rudolstadt/Landkreis Sonneberg Die Verwaltungsgemeinschaft Lichtetal am Rennsteig wird aufgelöst. Reichmannsdorf und Schmiedefeld werden in die Stadt Saalfeld/Saale eingemeindet. Lichte und Piesau werden in die Stadt Neuhaus am Rennweg (Landkreis Sonneberg) eingemeindet. |                                     |      |      |
| Verwaltungsgemeinschaft Lichtetal am Rennsteig | aufgelöst                           |      |      |
| Reichmannsdorf | Saalfeld/Saale                      |      |      |
| Schmiedefeld | Saalfeld/Saale                      |      |      |
| Lichte | Neuhaus am Rennweg                  |      |      |
| Piesau | Neuhaus am Rennweg                  |      |      |
| 13.a) Landkreis Schmalkalden-Meiningen Die Verwaltungsgemeinschaft Haselgrund wird aufgelöst. Altersbach, Bermbach, Oberschönau, Rotterode, Unterschönau und Viernau werden in die Stadt Steinbach-Hallenberg eingemeindet. |                                     |      |      |
| Verwaltungsgemeinschaft Haselgrund | aufgelöst                           |      |      |
| Altersbach | Steinbach-Hallenberg                |      |      |
| Bermbach | Steinbach-Hallenberg                |      |      |
| Oberschönau | Steinbach-Hallenberg                |      |      |
| Rotterode | Steinbach-Hallenberg                |      |      |
| Unterschönau | Steinbach-Hallenberg                |      |      |
| Viernau | Steinbach-Hallenberg                |      |      |
| 13.b) Landkreis Schmalkalden-Meiningen Benshausen wird in die Stadt Zella-Mehlis eingemeindet. |                                     |      |      |
| Benshausen | Zella-Mehlis                        |      |      |
| 13.c) Landkreis Schmalkalden-Meiningen Henneberg, Wallbach und Walldorf werden in die Stadt Meiningen eingemeindet. |                                     |      |      |
| Henneberg | Meiningen                           |      |      |
| Wallbach | Meiningen                           |      |      |
| Walldorf | Meiningen                           |      |      |
| 13.d) Landkreis Schmalkalden-Meiningen Hümpfershausen, Metzels, Oepfershausen, Unterkatz und Wahns werden in die Stadt Wasungen eingemeindet. |                                     |      |      |
| Hümpfershausen | Wasungen                            |      |      |
| Metzels | Wasungen                            |      |      |
| Oepfershausen | Wasungen                            |      |      |
| Unterkatz | Wasungen                            |      |      |
| Wahns | Wasungen                            |      |      |
| 13.e) Landkreis Schmalkalden-Meiningen Wölfershausen wird nach Grabfeld eingemeindet. |                                     |      |      |
| Wölfershausen | Grabfeld                            |      |      |
| 14. Landkreis Schmalkalden-Meiningen/Wartburgkreis Aschenhausen, Kaltensundheim, Kaltenwestheim, Melpers, Oberkatz und Unterweid werden in die Stadt Kaltennordheim eingemeindet. Die Verwaltungsgemeinschaft Hohe Rhön wird um die Stadt Kaltennordheim erweitert, dort wird sich auch der Sitz der Verwaltungsgemeinschaft befinden. |                                     |      |      |
| Aschenhausen | Kaltennordheim                      |      |      |
| Kaltensundheim | Kaltennordheim                      |      |      |
| Kaltenwestheim | Kaltennordheim                      |      |      |
| Melpers | Kaltennordheim                      |      |      |
| Oberkatz | Kaltennordheim                      |      |      |
| Unterweid | Kaltennordheim                      |      |      |
| 15.a) Landkreis Sömmerda Die Verwaltungsgemeinschaft Buttstädt mit den Gemeinden Buttstädt, Ellersleben, Eßleben-Teutleben, Großbrembach, Guthmannshausen, Hardisleben, Kleinbrembach, Mannstedt, Olbersleben und Rudersdorf wird in eine Landgemeinde Buttstädt umgewandelt. |                                     |      |      |
| Verwaltungsgemeinschaft Buttstädt | aufgelöst                           |      |      |
| Buttstädt | Buttstädt                           |      |      |
| Ellersleben | Buttstädt                           |      |      |
| Eßleben-Teutleben | Buttstädt                           |      |      |
| Großbrembach | Buttstädt                           |      |      |
| Guthmannshausen | Buttstädt                           |      |      |
| Hardisleben | Buttstädt                           |      |      |
| Kleinbrembach | Buttstädt                           |      |      |
| Mannstedt | Buttstädt                           |      |      |
| Olbersleben | Buttstädt                           |      |      |
| Rudersdorf | Buttstädt                           |      |      |
| 15.b) Landkreis Sömmerda Bilzingsleben, Frömmstedt, Kannawurf und Kindelbrück fusionieren zu einer Landgemeinde Kindelbrück. |                                     |      |      |
| Bilzingsleben | Kindelbrück                         |      |      |
| Frömmstedt | Kindelbrück                         |      |      |
| Kannawurf | Kindelbrück                         |      |      |
| Kindelbrück | Kindelbrück                         |      |      |
| 15.c) Landkreis Sömmerda Herrnschwende wird in die Stadt Weißensee eingemeindet. |                                     |      |      |
| Herrnschwende | Weißensee                           |      |      |
| 15.d) Landkreis Sömmerda Beichlingen wird in die Stadt Kölleda eingemeindet. |                                     |      |      |
| Beichlingen | Kölleda                             |      |      |
| 16.a) Unstrut-Hainich-Kreis Weinbergen wird in die Stadt Mühlhausen/Thüringen eingemeindet. |                                     |      |      |
| Weinbergen | Mühlhausen/Thüringen                |      |      |
| 16.b) Unstrut-Hainich-Kreis Die Verwaltungsgemeinschaft Unstrut-Hainich wird aufgelöst. Deren Mitgliedsgemeinden Altengottern, Flarchheim, Großengottern, Heroldishausen, Mülverstedt und Weberstedt bilden die Landgemeinde Unstrut-Hainich. Diese wird erfüllende Gemeinde für Schönstedt. |                                     |      |      |
| Verwaltungsgemeinschaft Unstrut-Hainich | aufgelöst                           |      |      |
| Altengottern | Unstrut-Hainich                     |      |      |
| Flarchheim | Unstrut-Hainich                     |      |      |
| Großengottern | Unstrut-Hainich                     |      |      |
| Heroldishausen | Unstrut-Hainich                     |      |      |
| Mülverstedt | Unstrut-Hainich                     |      |      |
| Weberstedt | Unstrut-Hainich                     |      |      |
| 16.c) Unstrut-Hainich-Kreis Klettstedt wird in die Stadt Bad Langensalza eingemeindet. |                                     |      |      |
| Klettstedt | Bad Langensalza                     |      |      |
| 17.a) Wartburgkreis Ifta wird in die Stadt Treffurt eingemeindet. |                                     |      |      |
| Ifta | Treffurt                            |      |      |
| 17.b) Wartburgkreis Die Verwaltungsgemeinschaft Berka/Werra, bestehend aus Berka/Werra, Dankmarshausen, Dippach und Großensee, wird in die Stadt Werra-Suhl-Tal umgewandelt. |                                     |      |      |
| Verwaltungsgemeinschaft Berka/Werra | aufgelöst                           |      |      |
| Berka/Werra | Werra-Suhl-Tal                      |      |      |
| Dankmarshausen | Werra-Suhl-Tal                      |      |      |
| Dippach | Werra-Suhl-Tal                      |      |      |
| Großensee | Werra-Suhl-Tal                      |      |      |
| 17.c) Wartburgkreis Die Verwaltungsgemeinschaft Dermbach wird aufgelöst. Brunnhartshausen, Diedorf, Neidhartshausen, Stadtlengsfeld, Urnshausen und Zella/Rhön werden nach Dermbach eingemeindet. Dermbach wird erfüllende Gemeinde für Empfertshausen, Oechsen, Weilar und Wiesenthal. |                                     |      |      |
| Verwaltungsgemeinschaft Dermbach | aufgelöst                           |      |      |
| Brunnhartshausen | Dermbach                            |      |      |
| Diedorf | Dermbach                            |      |      |
| Neidhartshausen | Dermbach                            |      |      |
| Stadtlengsfeld | Dermbach                            |      |      |
| Urnshausen | Dermbach                            |      |      |
| Zella/Rhön | Dermbach                            |      |      |
| 18.a) Landkreis Weimarer Land Ködderitzsch wird in die Stadt Bad Sulza eingemeindet. |                                     |      |      |
| Ködderitzsch | Bad Sulza                           |      |      |
| 18.b) Landkreis Weimarer Land Die Verwaltungsgemeinschaft Nordkreis Weimar wird aufgelöst. Berlstedt, Buttelstedt, Großobringen, Heichelheim, Kleinobringen, Krautheim, Ramsla, Sachsenhausen, Schwerstedt, Vippachedelhausen und Wohlsborn fusionieren zu einer Landgemeinde Am Ettersberg. Diese wird erfüllende Gemeinde für Ballstedt, Ettersburg und Neumark. Kromsdorf, Rohrbach und Leutenthal werden in die Landgemeinde Ilmtal-Weinstraße eingemeindet. |                                     |      |      |
| Verwaltungsgemeinschaft Nordkreis Weimar | aufgelöst                           |      |      |
| Berlstedt | Am Ettersberg                       |      |      |
| Buttelstedt | Am Ettersberg                       |      |      |
| Großobringen | Am Ettersberg                       |      |      |
| Heichelheim | Am Ettersberg                       |      |      |
| Kleinobringen | Am Ettersberg                       |      |      |
| Krautheim | Am Ettersberg                       |      |      |
| Ramsla | Am Ettersberg                       |      |      |
| Sachsenhausen | Am Ettersberg                       |      |      |
| Schwerstedt | Am Ettersberg                       |      |      |
| Vippachedelhausen | Am Ettersberg                       |      |      |
| Wohlsborn | Am Ettersberg                       |      |      |
| Kromsdorf | Ilmtal-Weinstraße                   |      |      |
| Leutenthal | Ilmtal-Weinstraße                   |      |      |
| Rohrbach | Ilmtal-Weinstraße                   |      |      |

### Gemeindeneugliederungen zum 31. Dezember 2019, zum 1. Dezember 2020 sowie zum 1. Januar 2021
Der Gesetzentwurf zum zweiten Gesetz zur freiwilligen Neugliederung kreisangehöriger Gemeinden im Jahr 2019 wurde am 12. September 2019 vom Landtag in einer veränderten Beschlussempfehlung angenommen. Es wurde am 18. Oktober 2019 im Thüringer Gesetz- und Verordnungsblatt veröffentlicht.

#### 31. Dezember 2019
| Nr.   | Gmde.-Alt | Abw. | Gmde.-Neu | VG.-Alt | VG.-Neu |
| ----- | --------- | ---- | --------- | ------- | ------- |
| 1.    | 664       | −3   | 661       | 47      | 46      |
| 2.    | 661       | −1   | 660       | –       | –       |
| 3.a)  | 660       | −1   | 659       | –       | –       |
| 3.b)  | 659       | −1   | 658       | –       | –       |
| 4.    | 658       | −1   | 657       | –       | –       |
| 5.a)  | 657       | −3   | 654       | –       | –       |
| 5.b)  | 654       | −1   | 653       | –       | –       |
| 6.    | 653       | −1   | 652       | –       | –       |
| 7.a)  | 652       | −1   | 651       | –       | –       |
| 7.b)  | 651       | 0    | 651       | 46      | 45      |
| 8.    | 651       | −1   | 650       | –       | –       |
| 9.    | 650       | −5   | 645       | 45      | 44      |
| 10.   | 645       | −2   | 643       | –       | –       |
| 11.a) | 643       | −8   | 635       | 44      | 43      |
| 11.b) | 635       | −1   | 634       | –       | –       |

Folgende Gemeindegebietsänderungen wurden beschlossen:
| Gemeinde | Neue Gemeinde                          | Bild | Bild |
| --- | -------------------------------------- | ---- | ---- |
| 1. Landkreis Gotha Georgenthal, Hohenkirchen, Leinatal und Petriroda schließen sich zur Landgemeinde Georgenthal zusammen. Diese wird erfüllende Gemeinde für Emleben und Herrenhof. Die Verwaltungsgemeinschaft Apfelstädtaue wird aufgelöst.                                                                                   |                                        |      |      |
| Verwaltungsgemeinschaft Apfelstädtaue | aufgelöst                              |      |      |
| Georgenthal | Georgenthal                            |      |      |
| Hohenkirchen | Georgenthal                            |      |      |
| Leinatal | Georgenthal                            |      |      |
| Petriroda | Georgenthal                            |      |      |
| 2. Landkreis Greiz Neumühle/Elster wird in die Stadt Greiz eingemeindet. |                                        |      |      |
| Neumühle/Elster | Greiz                                  |      |      |
| 3.a) Ilm-Kreis Rockhausen wird in die Gemeinde Amt Wachsenburg eingemeindet. |                                        |      |      |
| Rockhausen | Amt Wachsenburg                        |      |      |
| 3.b) Ilm-Kreis Angelroda wird in die Gemeinde Martinroda eingemeindet. |                                        |      |      |
| Angelroda | Martinroda                             |      |      |
| 4. Kyffhäuserkreis Thüringenhausen wird in die Stadt Ebeleben eingegliedert. |                                        |      |      |
| Thüringenhausen | Ebeleben                               |      |      |
| 5.a) Saale-Orla-Kreis Dreba, Knau und Linda bei Neustadt an der Orla werden in die Stadt Neustadt an der Orla eingemeindet. |                                        |      |      |
| Dreba | Neustadt an der Orla                   |      |      |
| Knau | Neustadt an der Orla                   |      |      |
| Linda bei Neustadt an der Orla | Neustadt an der Orla                   |      |      |
| 5.b) Saale-Orla-Kreis Burgk wird in die Stadt Schleiz eingemeindet. |                                        |      |      |
| Burgk | Schleiz                                |      |      |
| 6. Landkreis Schmalkalden-Meiningen Stepfershausen wird in die Stadt Meiningen eingemeindet. |                                        |      |      |
| Stepfershausen | Meiningen                              |      |      |
| 7.a) Landkreis Sömmerda Henschleben wird in die Gemeinde Straußfurt eingemeindet. |                                        |      |      |
| Henschleben | Straußfurt                             |      |      |
| 7.b) Landkreis Sömmerda Die Verwaltungsgemeinschaften Gramme-Aue und An der Marke schließen sich zur Verwaltungsgemeinschaft Gramme-Vippach mit Sitz in der Gemeinde Schloßvippach zusammen. |                                        |      |      |
| Verwaltungsgemeinschaft An der Marke | Verwaltungsgemeinschaft Gramme-Vippach |      |      |
| Verwaltungsgemeinschaft Gramme-Aue | Verwaltungsgemeinschaft Gramme-Vippach |      |      |
| 8. Landkreis Sonneberg Bachfeld wird in die Stadt Schalkau eingemeindet. |                                        |      |      |
| Bachfeld | Schalkau                               |      |      |
| 9. Unstrut-Hainich-Kreis Die Gemeinden Bothenheilingen, Issersheilingen, Kleinwelsbach, Neunheilingen, Obermehler und Schlotheim schließen sich zur Stadt und Landgemeinde Nottertal-Heilinger Höhen zusammen. Diese wird erfüllende Gemeinde für Körner und Marolterode. Die Verwaltungsgemeinschaft Schlotheim wird aufgelöst. |                                        |      |      |
| Verwaltungsgemeinschaft Schlotheim | aufgelöst                              |      |      |
| Bothenheilingen | Nottertal-Heilinger Höhen              |      |      |
| Issersheilingen | Nottertal-Heilinger Höhen              |      |      |
| Kleinwelsbach | Nottertal-Heilinger Höhen              |      |      |
| Neunheilingen | Nottertal-Heilinger Höhen              |      |      |
| Obermehler | Nottertal-Heilinger Höhen              |      |      |
| Schlotheim | Nottertal-Heilinger Höhen              |      |      |
| 10. Wartburgkreis Die Stadt Creuzburg sowie die Gemeinden Ebenshausen und Mihla schließen sich zur Stadt Amt Creuzburg zusammen. |                                        |      |      |
| Creuzburg | Amt Creuzburg                          |      |      |
| Ebenshausen | Amt Creuzburg                          |      |      |
| Mihla | Amt Creuzburg                          |      |      |
| 11.a) Landkreis Weimarer Land Bechstedtstraß, Daasdorf a. Berge, Hopfgarten, Isseroda, Mönchenholzhausen, Niederzimmern, Nohra, Ottstedt a. Berge und Troistedt schließen sich zur Landgemeinde Grammetal zusammen. Die Verwaltungsgemeinschaft Grammetal wird aufgelöst.                                                        |                                        |      |      |
| Verwaltungsgemeinschaft Grammetal | aufgelöst                              |      |      |
| Bechstedtstraß | Grammetal                              |      |      |
| Daasdorf a. Berge | Grammetal                              |      |      |
| Hopfgarten | Grammetal                              |      |      |
| Isseroda | Grammetal                              |      |      |
| Mönchenholzhausen | Grammetal                              |      |      |
| Niederzimmern | Grammetal                              |      |      |
| Nohra | Grammetal                              |      |      |
| Ottstedt a. Berge | Grammetal                              |      |      |
| Troistedt | Grammetal                              |      |      |
| 11.b) Landkreis Weimarer Land Saaleplatte wird in die Stadt Bad Sulza eingemeindet. |                                        |      |      |
| Saaleplatte | Bad Sulza                              |      |      |

#### 1. Dezember 2020
| Nr. | Gmde.-Alt | Abw. | Gmde.-Neu | VG.-Alt | VG.-Neu |
| --- | --------- | ---- | --------- | ------- | ------- |
| 1.  | 634       | −1   | 633       | –       | –       |

| Gemeinde                                                                 | Neue Gemeinde | Bild | Bild |
| ------------------------------------------------------------------------ | ------------- | ---- | ---- |
| 1. Wartburgkreis Moorgrund wird in die Stadt Bad Salzungen eingemeindet. |               |      |      |
| Moorgrund                                                                | Bad Salzungen |      |      |

#### 1. Januar 2021
| Nr. | Gmde.-Alt | Abw. | Gmde.-Neu | VG.-Alt | VG.-Neu |
| --- | --------- | ---- | --------- | ------- | ------- |
| 1.  | 633       | −2   | 631       | –       | –       |
| 2.  | 631       | 0    | 631       | –       | –       |

| Gemeinde | Neue Gemeinde | Bild | Bild |
| --- | ------------- | ---- | ---- |
| 1. Kyffhäuserkreis Die Städte Greußen und Großenehrich sowie die Gemeinde Wolferschwenda schließen sich zur Stadt und Landgemeinde Greußen zusammen. Diese verlässt zugleich die Verwaltungsgemeinschaft Greußen. |               |      |      |
| Greußen | Greußen       |      |      |
| Großenehrich | Greußen       |      |      |
| Wolferschwenda | Greußen       |      |      |
| 2. Landkreis Sömmerda Die Stadt Kölleda verlässt die Verwaltungsgemeinschaft Kölleda. |               |      |      |

### Gemeindeneugliederungen zum 1. Januar 2023
Der Gesetzentwurf zum Gesetz zur freiwilligen Neugliederung kreisangehöriger Gemeinden im Jahr 2023 wurde am 28. Juni 2022 vom Kabinett beschlossen und wurde am 11. November 2022 vom Landtag verabschiedet. Das Gesetz wurde am 20. Dezember 2022 im Thüringer Gesetz- und Verordnungsblatt veröffentlicht.
Folgende Gemeindegebietsänderungen wurden beschlossen:
| Nr.  | Gmde.-Alt | Abw. | Gmde.-Neu | VG.-Alt | VG.-Neu |
| ---- | --------- | ---- | --------- | ------- | ------- |
| 1.   | 631       | −3   | 628       | –       | –       |
| 2.a) | 628       | −1   | 627       | –       | –       |
| 2.b) | 627       | −1   | 626       | –       | –       |
| 3.   | 626       | −1   | 625       | –       | –       |
| 4.   | 625       | −1   | 624       | –       | –       |

| Gemeinde | Neue Gemeinde    | Bild | Bild |
| --- | ---------------- | ---- | ---- |
| 1. Landkreis Eichsfeld/Unstrut-Hainich-Kreis Die Gemeinden Anrode, Dünwald und Menteroda werden aufgelöst. Die bisher zum Unstrut-Hainich-Kreis gehörenden Ortsteile Bickenriede und Zella der Gemeinde Anrode sowie die Ortsteile Beberstedt und Hüpstedt der Gemeinde Dünwald werden in die Stadt Dingelstädt im Landkreis Eichsfeld eingemeindet. Der Ortsteil Hollenbach der Gemeinde Anrode wird in die Stadt Mühlhausen/Thüringen eingemeindet. Die Ortsteile Dörna und Lengefeld der Gemeinde Anrode, der Ortsteil Zaunröden der Gemeinde Dünwald sowie die Gemeinde Menteroda werden nach Unstruttal eingemeindet. |                  |      |      |
| Anrode |                  |      |      |
| Dünwald |                  |      |      |
| Menteroda | Unstruttal       |      |      |
| 2.a) Landkreis Greiz Hartmannsdorf wird in die Stadt Bad Köstritz eingemeindet. |                  |      |      |
| Hartmannsdorf | Bad Köstritz     |      |      |
| 2.b) Landkreis Greiz Kühdorf wird nach Langenwetzendorf eingemeindet. |                  |      |      |
| Kühdorf | Langenwetzendorf |      |      |
| 3. Landkreis Sömmerda Riethgen wird in die Landgemeinde Kindelbrück eingemeindet. |                  |      |      |
| Riethgen | Kindelbrück      |      |      |
| 4. Landkreis Weimarer Land Rannstedt wird in die Stadt und Landgemeinde Bad Sulza eingemeindet. |                  |      |      |
| Rannstedt | Bad Sulza        |      |      |

### Gemeindeneugliederungen zum 1. Januar 2024
Der Gesetzentwurf zum Gesetz zur freiwilligen Neugliederung kreisangehöriger Gemeinden im Jahr 2024 wurde am 20. Juni 2023 vom Kabinett beschlossen und im Dezember 2023 vom Landtag verabschiedet. Das Gesetz wurde am 22. Dezember 2023 im Thüringer Gesetz- und Verordnungsblatt veröffentlicht.
Folgende Gemeindegebietsänderungen wurden beschlossen:
| Nr.  | Gmde.-Alt | Abw. | Gmde.-Neu | VG.-Alt | VG.-Neu |
| ---- | --------- | ---- | --------- | ------- | ------- |
| 1.a) | 624       | −10  | 614       | 43      | 42      |
| 1.b) | 614       | −2   | 612       | –       | –       |
| 1.c) | 612       | −1   | 611       | –       | –       |
| 2.   | 611       | −1   | 610       | –       | –       |
| 3.   | 610       | −1   | 609       | –       | –       |
| 4.   | 609       | 0    | 609       | –       | –       |
| 5.   | 609       | −1   | 608       | –       | –       |
| 6.   | 608       | −1   | 607       | –       | –       |
| 7.   | 607       | −2   | 605       | –       | –       |

| Gemeinde | Neue Gemeinde         | Bild | Bild |
| --- | --------------------- | ---- | ---- |
| 1.a) Landkreis Eichsfeld Die Verwaltungsgemeinschaft Uder wird aufgelöst. Birkenfelde, Eichstruth, Lenterode, Lutter, Mackenrode, Röhrig, Schönhagen, Steinheuterode, Thalwenden, Uder und Wüstheuterode schließen sich zur Landgemeinde Uder zusammen. Diese wird erfüllende Gemeinde für Asbach-Sickenberg und Dietzenrode/Vatterode.                      |                       |      |      |
| Birkenfelde | Uder                  |      |      |
| Eichstruth | Uder                  |      |      |
| Lenterode | Uder                  |      |      |
| Lutter | Uder                  |      |      |
| Mackenrode | Uder                  |      |      |
| Röhrig | Uder                  |      |      |
| Schönhagen | Uder                  |      |      |
| Steinheuterode | Uder                  |      |      |
| Thalwenden | Uder                  |      |      |
| Uder | Uder                  |      |      |
| Wüstheuterode | Uder                  |      |      |
| 1.b) Landkreis Eichsfeld Glasehausen und Hohes Kreuz werden nach Heilbad Heiligenstadt eingemeindet. |                       |      |      |
| Glasehausen | Heilbad Heiligenstadt |      |      |
| Hohes Kreuz | Heilbad Heiligenstadt |      |      |
| 1.c) Landkreis Eichsfeld/Unstrut-Hainich-Kreis Die Gemeinde Rodeberg wird aufgelöst. Der bisher zum Unstrut-Hainich-Kreis gehörende Ortsteil Struth wird nach Dingelstädt im Landkreis Eichsfeld eingemeindet, der Ortsteil Eigenrieden wird nach Mühlhausen/Thüringen eingemeindet.                                                                         |                       |      |      |
| Rodeberg |                       |      |      |
| 2. Landkreis Gotha Herrenhof wird nach Georgenthal eingemeindet. |                       |      |      |
| Herrenhof | Georgenthal           |      |      |
| 3. Landkreis Greiz Wünschendorf/Elster wird aus der Verwaltungsgemeinschaft Wünschendorf/Elster ausgegliedert und schließt sich mit Berga/Elster zur Stadt Berga-Wünschendorf zusammen. Die Verwaltungsgemeinschaft Wünschendorf/Elster wird wieder in Verwaltungsgemeinschaft Ländereck umbenannt und der Verwaltungssitz wieder nach Seelingstädt verlegt. |                       |      |      |
| Berga/Elster | Berga-Wünschendorf    |      |      |
| Wünschendorf/Elster | Berga-Wünschendorf    |      |      |
| 4. Saale-Holzland-Kreis Unterbodnitz wird von der Verwaltungsgemeinschaft Hügelland/Täler zur Verwaltungsgemeinschaft Südliches Saaletal umgegliedert. |                       |      |      |
| 5. Landkreis Schmalkalden-Meiningen Sülzfeld wird nach Meiningen eingemeindet. |                       |      |      |
| Sülzfeld | Meiningen             |      |      |
| 6. Unstrut-Hainich-Kreis Schönstedt wird nach Unstrut-Hainich eingemeindet. |                       |      |      |
| Schönstedt | Unstrut-Hainich       |      |      |
| 7. Wartburgkreis/Unstrut-Hainich-Kreis Frankenroda wird nach Amt Creuzburg eingemeindet. Die bisher zum Wartburgkreis gehörende Gemeinde Hallungen wird nach Südeichsfeld im Unstrut-Hainich-Kreis eingemeindet. |                       |      |      |
| Frankenroda | Amt Creuzburg         |      |      |
| Hallungen | Südeichsfeld          |      |      |

### Gemeindeneugliederungen zum 1. Januar 2026
Der Gesetzentwurf zum Gesetz zur freiwilligen Neugliederung kreisangehöriger Gemeinden im Jahr 2026 wurde am 3. Juni 2025 vom Kabinett beschlossen und sieht die nachfolgenden Gebietsänderungen mit Inkrafttreten zum 1. Januar 2026 vor. Er soll im Oktober 2025 vom Landtag beschlossen werden.
Landkreis Altenburger Land
- Die Gemeinde Dobitschen soll in die Stadt Schmölln eingemeindet werden.

Landkreis Weimarer Land
- Die Gemeinde Kleinschwabhausen soll in die Gemeinde Großschwabhausen eingemeindet werden.
- Die Gemeinden Kiliansroda und Mechelroda sollen in die Gemeinde Mellingen eingemeindet werden.

## Öffentliche Kritik
Kritik an den Plänen der Landesregierung zur Neugliederung der Landkreise kam vor allem aus den Reihen der Oppositionsparteien im Landtag und von den kommunalen Spitzenverbänden, Bürgermeistern und Landräten der betroffenen Gemeinden und Landkreise. Auch innerhalb der SPD geriet die Reform zunehmend in die Kritik. Im Sommer 2016 waren alle Landräte von den kommunalen Vertretungen beauftragt worden, sich für den Erhalt der jeweiligen Gebietskörperschaft einzusetzen.
Es gründete sich der Verein „Selbstverwaltung für Thüringen“, der im Sommer 2016 Unterschriften zur Zulassung eines gegen die Gebietsreform gerichteten Volksbegehrens sammelte. Mit knapp 48.000 Unterschriften wurde, bei 5.000 notwendigen, im Oktober 2016 die Zulassung des Volksbegehrens beantragt. Einige Kabinettsmitglieder und Landtagsabgeordnete der Linken sprachen sich frühzeitig dafür aus, gegen das Volksbegehren zu klagen. Mitte Dezember wurde das Volksbegehren zugelassen. Am 10. Januar 2017 beschloss die Landesregierung, gegen das Volksbegehren verfassungsrechtlich vorzugehen mit der Begründung, dass es unzulässigerweise auf Haushaltsentscheidungen eingreife. Konkret handelt es sich um die auszuzahlenden Fusionsprämien an die Städte und Gemeinden.
Nach Vorlage des ersten Vorschlages wurde die fehlende Rücksichtnahme auf historische Bezüge bemängelt. Es wurde die stärkere Berücksichtigung historischer Bezüge in der künftigen Kreisstruktur gefordert.
Kritik am zweiten Neugliederungsmodell des Innenministeriums kam auch von Landtagsabgeordneten der Regierungsfraktionen, insbesondere weil mit der nun doch beibehaltenen Kreisfreiheit Geras und Weimars die Vorgaben des eigenen Vorschaltgesetzes, das eine Mindesteinwohnerzahl von 100.000 Einwohnern für kreisfreie Städte vorsieht, unterlaufen würden.
Besonders im Landkreis Sonneberg wurden erneut Stimmen für einen Länderwechsel nach Bayern laut. Nachdem der Stadtrat und der Bürgermeister zu Montagsdemonstrationen auf dem Sonneberger Bahnhofsplatz aufgerufen hatten, protestierten dort am 8. Mai und am 15. Mai 2017 jeweils mehr als 3000 Demonstranten gegen die geplante Gebietsreform. Dabei erhielten die demonstrierenden Sonneberger Stadt- und Landräte vor Ort Unterstützung durch den gesamten Stadtrat der oberfränkischen Nachbarstadt Neustadt bei Coburg.
Nach der Absage der Kreisgebietsreform forderte CDU-Fraktionschef Mike Mohring den Rücktritt Ramelows.